# 武田有左
武田 有左（たけだ ありさ、1958年 - ）は、日本の建築家。東京都生まれ。

## 略歴
1985年、東京芸術大学美術学部大学院修了。同年から三菱地所株式会社一級建築士事務所。2001年 株式会社三菱地所設計。2005年 +ANET lab.（プラス エーネット ラボ）主宰。
三菱地所設計で担当した代表的な建築作品は、代官山フォーラム・兜町日興ビル・銀座松竹スクエア・二番町ガーデン・心法寺客殿/庫裡 。その他、調布CIELOや練馬区立石神井公園ふるさと文化館 など、造形作家、照明デザイナー、ランドスケープアーキテクトとのコラボレーションがある。業界に先駆け建築設計のCAD化を推進した。第一回匠美賞受賞。明星大学建築学部教授。

## 著書
- 設計者のための「建築3Dスケッチ」 日経BP社
- 建築CGシミュレーション術（共著） 商店建築社